# Антонов, Василий Фёдорович
Васи́лий Фёдорович Анто́нов (14 января 1919, станица Трехостровская, область Войска Донского — 26 августа 2014, Москва) — советский и российский историк, доктор исторических наук, профессор.

## Биография
Василий Фёдорович Антонов родился 14 января 1919 года в семье донского казака, в станице Трехостровской Иловлинского района Волгоградской области.
- 1941 год — окончил исторический факультет Ростовского государственного педагогического института.
- 1941—1945 гг. — участвовал в Великой Отечественной войне.
- 1945—1946 гг. — инструктор центрального совета спортивного общества «Буревестник».
- 1946—1947 гг. — ассистент кафедры истории СССР Московского городского педагогического института им. В. П. Потёмкина.
- 1947 год — ассистент кафедры истории Черкесского ГУИ.
- 1949—1950 гг. — аспирант кафедры истории СССР Московского городского педагогического института им. В. П. Потёмкина.
- 1950 год — защитил кандидатскую диссертацию; тема: «Землеустройство аулов Черкессии в период восстановления народного хозяйства».
- 1950—1953 гг. — директор Вельского учительского института[4].
- 1953—1956 гг. — директор Карельского государственного педагогического института.
- 1956—1960 гг. — доцент кафедры истории Липецкого государственного педагогического института.
- 1960—1966 гг. — заведующий кафедрой методики преподавания истории Московского областного педагогического института;
  - затем: там же — проректор по научной работе.
- 1966—1968 гг. — докторант кафедры истории СССР Московского государственного педагогического института.
- 1968—1971 гг. — доцент кафедры истории КПСС Военно-политической академии имени В. И. Ленина.
- 1969 год — защитил докторскую диссертацию; тема: «Историческая концепция П. Л. Лаврова и оценка им основных этапов всеобщей и русской истории».
- 1971—1980 гг. — заведующий кафедры истории СССР Университета дружбы народов.
  - На кафедре под научным руководством В.Ф. Антонова были подготовлены и защищены кандидатские диссертации: В.Г. Джангиряна, Р.А. Арсланова, В.П. Козлова, В.М. Новикова, Г.И. Кучеркова и др[5].
- 1980—1982 гг. — заведующий кафедры истории СССР Московского областного педагогического института.
- 1982—1990 гг. — профессор кафедры истории СССР Московского государственного педагогического института.
- 1992 год — стал председателем «Исторического общества» Москвы[значимость факта?].

Василий Фёдорович Антонов скончался 26 августа 2014 г. после продолжительной болезни.

### Научные интересы
- История СССР,
- политическая история,
- история общественной мысли.

## Основные работы
Книги
- Герман Лопатин: революционер и общественный деятель. 1845—1918. Липецк: Кн. изд-во, 1960. 164 с. с илл.
- Русский друг К. Маркса Герман Александрович Лопатин. М.: Соцэкгиз, 1962. 93 с., 2 л. илл.;
- Революционное народничество Архивная копия от 27 июля 2018 на Wayback Machine. М., 1965.
  - В 1972 г. книга была переведена на японский язык.
- Книга для чтения по истории СССР с древнейших времён до конца XVIII века[6]. М.: Просвещение, 1976;
- Историческая концепция H. A. Добролюбова[7]. М.: УДН, 1981;
- «H. A. Добролюбов о русской истории»[7]. М., 1983;
- «Н. Г. Чернышевский о русской истории»[7]. М., 1984;
- Революционное творчество П. Л. Лаврова. Саратов: Издательство Саратовского университета, 1984. 173 с.
- А. И. Герцен. Общественный идеал анархиста. М.: Эдитореал УРСС, 2000. 158 с.
- Н. Г. Чернышевский. Общественный идеал анархиста. М.: Эдитореал УРСС, 2000. 198 с.

Статьи
- Антонов В. Ф. «Лопатин Г. А». // Русские писатели. 1800—1917: Биограф. словарь. Т. 3: К-М. М., 1994. С. 389—391;
- Антонов В. Ф. «Историческая концепция Н. Г. Чернышевского»[7] // «Вопросы истории». 2006. № 1. С.3-19;

## Награды
- Ордена Отечественной войны 1 и 2 степени
- медали "За боевые заслуги", "За оборону Ленинграда", "За победу над Германией в Великой Отечественной войне 1941-1945 гг."